# Theodore Kosloff
Theodore Kosloff (ur. 22 stycznia 1882 jako Fiodor Michjałowicz Kozłow, ros. Фёдор Михайлович Козлов, zm. 22 listopada 1956) – amerykański aktor, tancerz baletu i choreograf pochodzenia rosyjskiego.

## Filmografia
- 1917: The Woman God Forgot jako Guatemoco
- 1921: Sprawki Anatola jako hipnotyzer Nazzer Singh
- 1925: Jazz jako Książę z pantomimy
- 1927: The Little Adventuress jako Antonio Russo
- 1937: Obcym wstęp wzbroniony jako Instruktor tańca

## Wyróżnienia
Posiada swoją gwiazdę na Hollywoodzkiej Alei Gwiazd.